# Menkó László
Menkó László (Budapest, 1938. július 2. –) magyar karikaturista, grafikus, újságíró, tervezőszerkesztő. Szignója: Menkó.

## Életútja
1962-ben végzett a MÚOSZ Újságíró Iskolán. 1965-től A Rádió- és Televízióújságnál tervezőszerkesztő és művészeti vezető, illetve a lap rajzolója és karikaturistája. 1992-től a Színes RTV tervezőszerkesztője lett. 1963-tól jelentek meg karikatúrái különböző országos napi és hetilapokban: Esti Hírlap, Ludas Matyi, Szabad Föld, Ország-világ, Ifjúsági Magazin, Világ Ifjúsága, Népsport, Képes Újság, Füles, Magyar Sajtó, Élet és Irodalom, Népszava stb. Grafikusként tervezett könyvborítókat, készített könyvillusztrációkat nyelvkönyvekhez és humoros, vicces kiadványokhoz. 1971-től folyamatosan, hetente jelent meg állandó rovata: "Menkó László rajzos műsorajánlata" címmel az RTV Újságban, majd a Színes RTV-ben, alkalmanként 4 rajzzal. Több mint 25 vicckönyvet illusztrált. 1982-ben kollégáival, Kaján Tiborral és Dallos Jenővel közösen karikatúrakötetet jelentetett meg Japánban. Gáncs című önálló albumához Rapcsányi László írt előszót. Rajzait a Magyar Televízió számos műsorában láthatták a nézők. (Halló fiúk, halló lányok; Mozdulj!; Zene, zene, zene; Telesport; Ablak; A Hét; Tv-Híradó). Nyugdíjasként rejtvénylapokhoz készít rajzokat.

## Kiállításai
Egyéni kiállításai:
- Nádudvar (1976)
- Miskolc (1979)
- Veszprém (1983)
- Budapest (1985)

Csoportos kiállításai:
- Berlin (1977)
- Gabrovo (1980) (1982)
- Montreal (1981)
- Ancona (1983) (1984)

## Könyvei
Karikatúra albuma:
- Gáncs

Fontosabb könyvillusztrációi:
- Rádió- és Televízió évkönyv (1971) (1972)
- Az RTV újság kalendáriuma (1986) (1987) (1989)
- A legjobb Anyósviccek (1990)
- A legjobb Skót viccek (1990)
- 500 remek vicc (1995)
- Újabb 500 remek vicc (1995)
- Iskolások vicces könyve (sorozat)
- Száz lába van, és négy foga (800 vicc kérdésekben) (1999)
- Köves József: A legnagyobb vicckönyv 10000 viccel (1999)

## Publikációi
- Csúzli (1960)
- Füles (1961–65)
- Ludas Matyi (1962–87)
- Ludas Matyi Magazin (1962–87)
- Világ Ifjúsága (1963–65)
- Szabad Föld (1963–)
- Esti Hírlap (1963)
- Népsport (1964–65)
- Élet és Irodalom (1964–69)
- Rádió- és Televízióújság (1965–92)
- Plajbász és Paróka (1965–67)
- Vas Népe (1966)
- Magyar Ifjúság (1966)
- Ifjúsági Magazin (1966–67)
- Dolgozók Lapja (1967)
- Néplap (1967)
- Kisalföld (1967)
- Fejér Megyei Hírlap (1967)
- Múzeumi Magazin (1967)
- Ország-Világ (1967)
- Gonoszkóp (1968)
- Napos Oldal (1971)
- Rakéta (1980–)
- Nők Lapja Évkönyv (1986–87)
- Népszava (1993)
- Színes RTV Újság (1992–2006)